# Урядовий офіс координації європейської та євроатлантичної інтеграції
Урядовий офіс координації європейської та євроатлантичної інтеграції України — самостійний структурний підрозділ Секретаріату Кабінету Міністрів України, який здійснює організаційне, експертно-аналітичне та інформаційне забезпечення діяльності уряду у сфері європейської та євроатлантичної інтеграції.

## Функції і завдання
Урядовий офіс здійснює координацію діяльності органів виконавчої влади з розроблення та здійснення заходів, спрямованих на виконання Угоди про асоціацію між Україною та Європейським Союзом, а також спрямування та контроль політичного та політико-військового діалогу і практичного співробітництва з НАТО та державами-членами Північноатлантичного Альянсу.
Основними завданнями Офісу є:

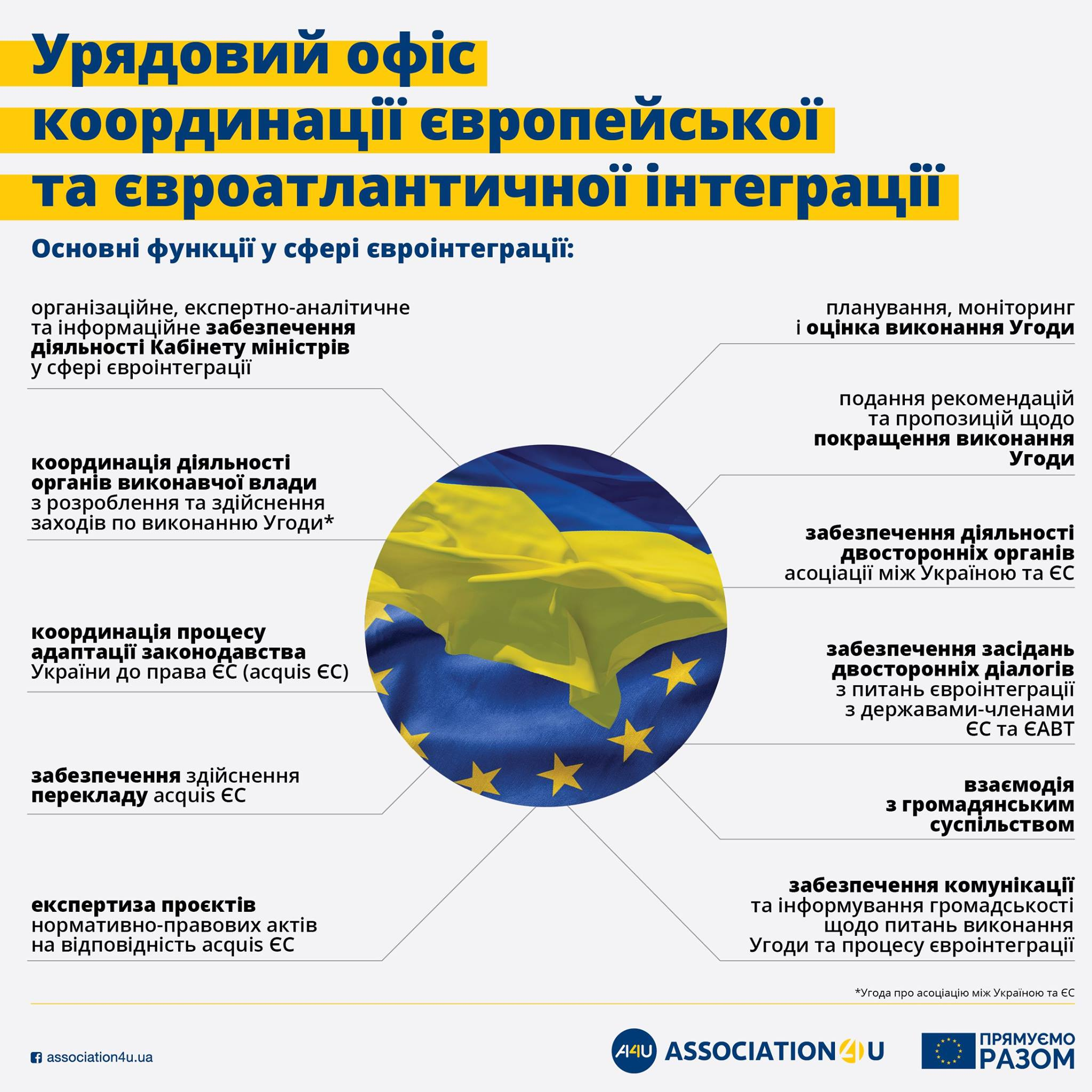
Функції Урядового офісу координації європейської та євроатлантичної інтеграції

1. Координація діяльності органів виконавчої влади з розроблення та здійснення заходів, спрямованих на виконання:
  - Угоди про асоціацію між Україною та Європейським Союзом, інших міжнародних договорів України з питань європейської інтеграції і домовленостей між Україною та ЄС;
  - річних національних програм в рамках Комісії Україна — НАТО, рішень Комісії Україна — НАТО у рамках Хартії про особливе партнерство між Україною та Організацією Північно-Атлантичного договору та Декларації про її доповнення, інших міжнародних договорів між Україною та НАТО та уповноваженими органами НАТО.
2. Координація процесу адаптації законодавства України до права Європейського Союзу (acquis ЄС) та стандартів і рекомендацій НАТО.
3. Планування, моніторинг та оцінка результативності виконання завдань:
  - у сфері європейської інтеграції, у тому числі з виконання Угоди про асоціацію;
  - у сфері євроатлантичної інтеграції, у тому числі з виконання Річних національних програм під егідою Комісії Україна — НАТО.
4. Координація діяльності органів виконавчої влади з розроблення проектів законодавчих та інших нормативно-правових актів, спрямованих на виконання:
  - Угоди про асоціацію, інших міжнародних договорів України з питань європейської інтеграції і домовленостей між Україною та ЄС;
  - річних національних програм під егідою Комісії Україна — НАТО, міжнародних договорів між Україною та НАТО та уповноваженими органами НАТО.
5. Удосконалення системи та механізмів координації діяльності органів виконавчої влади у сферах європейської та євроатлантичної інтеграції[2].

## Діяльність
Урядовий офіс наділений особливими повноваженнями. Відповідно до покладених на нього завдань він:
- проводить оцінку результативності виконання завдань у сферах європейської та євроатлантичної інтеграції та готує відповідні висновки, рекомендації та пропозиції, у тому числі щодо оновлення плану заходів з виконання Угоди та національних програм Україна — НАТО;
- проводить експертизу проектів актів на предмет їхньої відповідності зобов'язанням України у сфері європейської інтеграції та праву Європейського Союзу (acquis ЄС);
- забезпечує здійснення перекладу acquis ЄС на українську мову, оновлення глосарія термінів acquis ЄС;
- відповідає за планування євроінтеграційної діяльності, здійснює щоквартальний та щорічний моніторинг її виконання, проводить оцінку результативності такої роботи, забезпечує наповнення інформаційно-аналітичної системи щодо виконання Угоди (Пульс Угоди);
- ініціює та забезпечує підготовку проектів нормативно-правових актів з питань організаційного, інституційного та методологічного забезпечення виконання зобов'язань України у сферах європейської та євроатлантичної інтеграції;
- координує виконання програмних документів і планів заходів у сферах європейської та євроатлантичної інтеграції;
- координує роботу з інформування громадськості та комунікації у сферах європейської та євроатлантичної інтеграції;
- забезпечує проведення засідань органів асоціації (Ради та Комітету асоціації, підкомітетів і діалогів), виконує функції їхніх секретаріатів;
- забезпечує підготовку засідань Комісії з питань координації євроатлантичної інтеграції України та виконує функцію секретаріату зазначеної Комісії, підготовку засідань спільних робочих груп Україна — НАТО, інших двосторонніх робочих груп, утворених відповідно до національних програм Україна — НАТО та інших програм НАТО;
- аналізує залучення і використання міжнародної допомоги, спрямованої на підтримку європейської інтеграції, готує пропозиції щодо підвищення ефективності такої роботи;
- забезпечує підготовку звітів про виконання Угоди, які подаються Верховній Раді України, Кабінетові Міністрів України, надсилаються до Європейського Союзу та виносяться на розгляд громадськості тощо[2].

## Структура

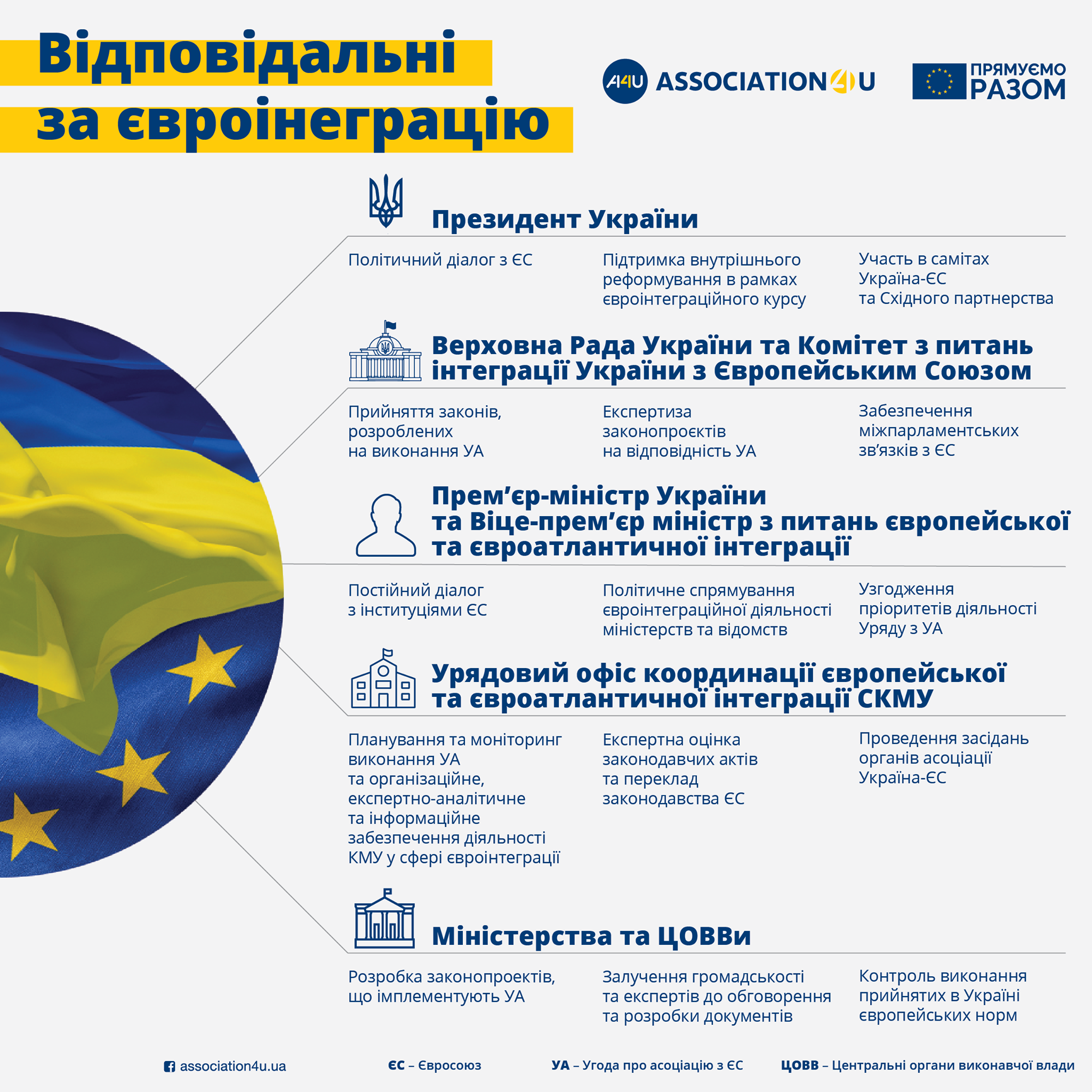
Відповідальні за євроінтеграцію України

Урядовий офіс координації європейської та євроатлантичної інтеграції підпорядковується Прем'єр-міністру України, Віце-прем'єр-міністру України з питань європейської та євроатлантичної інтеграції та Державному секретарю Кабінету Міністрів України.
До його складу входять Генеральний директор, його заступники, керівники експертних груп, державні експерти та головні спеціалісти. Усі призначаються на посаду за результатами конкурсу і звільняються з неї в установленому законодавством про державну службу порядку.
Діяльність Офісу забезпечує одинадцять експертних груп:
- Експертна група координації та комунікації євроінтеграційної політики, моніторингу виконання Угоди про асоціацію
- Експертна група з питань координації фінансового та технічного співробітництва і питань регіонального розвитку
- Експертна група з діалогу високого рівня та посилення інституційної спроможності у сфері європейської інтеграції
- Експертна група роботи двосторонніх органів асоціації
- Експертна група з питань юстиції та з соціально-гуманітарних питань
- Експертна група з питань митної, фінансової політики, оподаткування та підприємництва
- Експертна група з питань енергетики, довкілля, транспорту та цифровізації
- Експертна група з питань аграрної політики, захисту прав споживачів і технічного регулювання
- Експертна група координації взаємодії з НАТО
- Експертна група з річних національних програм під егідою Комісії Україна-НАТО
- Експертна група оборонно-безпекової взаємодії з НАТО.

## Керівництво
З вересня 2021 року Урядовий офіс очолює Наталія Форсюк.

### Соціальні мережі
- Facebook-сторінка Урядового офісу координації європейської та євроатлантичної інтеграції
- Facebook-сторінка Офісу Віце-прем'єрки з питань європейської та євроатлантичної інтеграції
- Facebook-сторінка Проекту ЄС Association4U